# The Divorce Trap

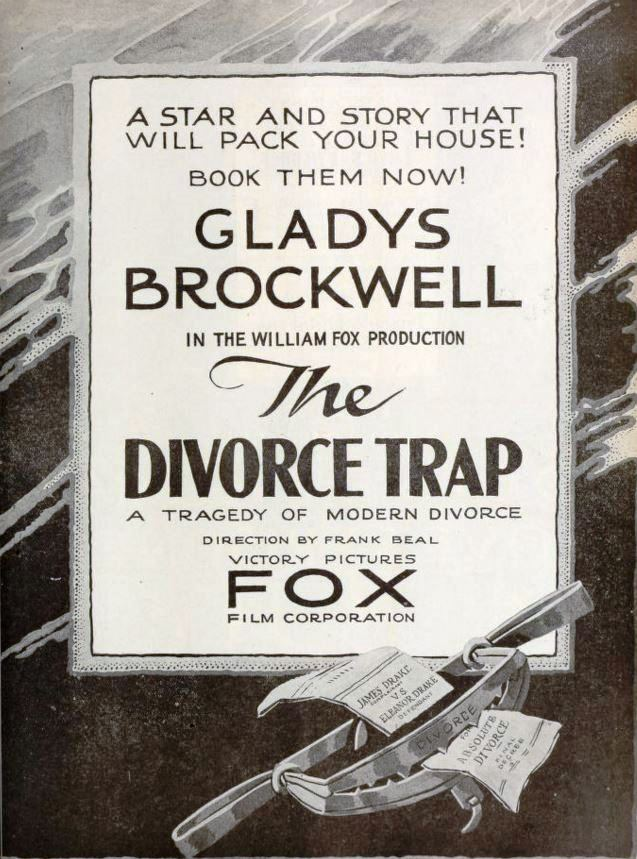
Affiche du film The Divorce Trap.

The Divorce Trap est un film américain réalisé par Frank Beal et sorti en 1919.

## Synopsis
Une standardiste de téléphone se marie avec un homme qui a été déshérité par son père. Alors qu'elle travaille pour le soutenir financièrement, il tombe amoureux d'une autre femme et demande le divorce.

## Fiche technique
- Réalisation : Frank Beal
- Scénario : Denison Clift d'après une histoire de Jasper Ewing Brady
- Producteur : William Fox
- Photographie : Fred LeRoy Granville
- Durée : 50 minutes
- Date de sortie : 25 mai 1919 ( États-Unis)

## Distribution

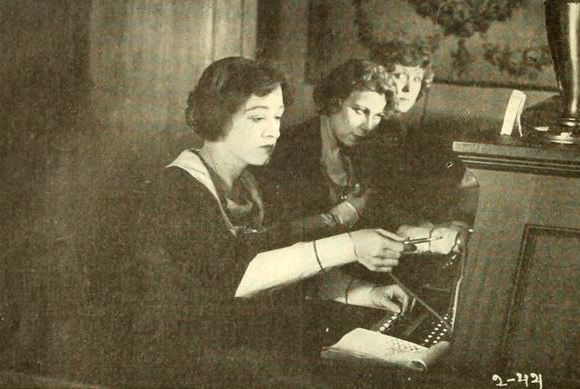
Gladys Brockwell dans une scène du film The Divorce Trap.

- Gladys Brockwell : Eleanor Burton
- Francis McDonald : Jim Drake
- William Sheer : Eddie Callahan
- John Steppling : Jacob Harmon
- Betty Schade : Marie Worden
- William Scott : Frederick Lawson
- Herschel Mayall : Daniel Drake